# Hreppur
Ein Hreppur ist die Bezeichnung für eine Landgemeinde in Island. In diesen Verwaltungseinheiten gibt es keine Ortschaften und höchstens kleine Siedlungen. An seiner Spitze steht der „Hreppstjóri“.
Es handelt sich um eine der ältesten Verwaltungseinheiten Islands und ist auf die Zeit der Christianisierung in den Jahren nach 1000 zurückzuführen. Es handelte sich in der Freistaatszeit um eine Form der Selbstorganisation. Ein Hrepp musste mindestens 20 Freibauern (Thingbauern, die zur Thingfahrt verpflichtet waren) haben. Die Hreppar werden bereits in der Grágás und in der Jónsbók erwähnt.
In der Freistaatszeit und auch in der Zeit des Anschlusses an Dänemark nach der Reformation hatten die Bauern des Hreppur die Pflicht der Armenfürsorge in ihrem Bereich.
Weitere Funktionen der Hreppur-Gemeinschaft waren die Absicherung gegen Feuer und Katastrophen – zum Beispiel wurde beim Wiederaufbau geholfen, wenn ein Gebäude durch einen Brand zerstört worden war – sowie die Regulierung der Schafweiden.